# NXT WarGames (2021)
NXT WarGames war eine Wrestling-Veranstaltung der WWE, die auf dem WWE Network und dem Streaming-Portal Peacock ausgestrahlt wurde. Sie fand am 5. Dezember 2021 im Capitol Wrestling Center in Orlando, Florida, Vereinigte Staaten statt. Dies war die erste Austragung eines NXT-Events, welches nicht unter den Namen NXT TakeOver lief.

## Hintergrund
Im Vorfeld der Veranstaltung wurden fünf Matches angekündigt.
Diese resultierten aus den Storylines, die in den Wochen vor NXT WarGames bei NXT, der wöchentlich auf dem WWE Network ausgestrahlten Show der Entwicklungs-Liga der WWE gezeigt wurden.

## Ergebnisse
| Matchart                                            |                                                                           |      |                                                                              | Zeit  |
| --------------------------------------------------- | ------------------------------------------------------------------------- | ---- | ---------------------------------------------------------------------------- | ----- |
| War Games-Match                                     | Team Gonzalez (Raquel González, Io Shirai, Cora Jade und Kay Lee Ray)     | bes. | Team Kai (Dakota Kai, Mandy Rose, Gigi Dolin und Jacy Jayne)                 | 31:23 |
| Tag-Team-Match um die NXT Tag Team Championship     | Imperium Fabian Aichner und Marcel Barthel (C)                            | bes. | Kyle O’Reilly und Von Wagner                                                 | 14:55 |
| Hair vs. Hair Match                                 | Cameron Grimes                                                            | bes. | Duke Hudson                                                                  | 10:24 |
| Singles-Match um die NXT Cruiserweight Championship | Roderick Strong (C)                                                       | bes. | Joe Gacy                                                                     | 8:27  |
| War Games-Match                                     | Team 2.0 (Bron Breakker, Carmelo Hayes, Tony D’Angelo und Grayson Waller) | bes. | Team Black & Gold (Tommaso Ciampa, Johnny Gargano, Pete Dunne und LA Knight) | 38:17 |

| Funktion      | Name              |
| ------------- | ----------------- |
| Kommentatoren | Wade Barrett      |
| Kommentatoren | Vic Joseph        |
| Kommentatoren | Beth Phoenix      |
| Pre-Show      | McKenzie Mitchell |
| Pre-Show      | Sam Roberts       |
| Pre-Show      | Denise Salcedo    |